# Wavelength
Wavelength ist ein von Alex Hague, Justin Vickers sowie Wolfgang Warsch entwickeltes Partyspiel, das 2019 bei CMYK, ehemals Palm Court, nach einer erfolgreichen Kickstarter-Kampagne veröffentlicht wurde. In dem Spiel treten zwei Teams an, um über mehrere Runden hinweg Punkte zu sammeln, indem sie die Positionen eines versteckten Ziels auf einem speziellen Gerät erraten, basierend auf Hinweisen zu einer gewählten Skala, die von einem Spieler, dem „Psychic“ (Hellseher), gegeben werden.

## Geschichte
Wavelength wurde von Alex Hague, Justin Vickers und Wolfgang Warsch entwickelt. Es wurde ursprünglich als Kickstarter-Kampagne veröffentlicht, die über 300.000 US-Dollar von etwa 9.000 Unterstützern einbrachte. Daraufhin wurde Wavelength 2019 von Hague und Vickers’ Spieleverlag Palm Court (später in CMYK umbenannt) veröffentlicht.
Im Jahr 2022 wurde eine kostenlose mobile Version des Spiels im App Store veröffentlicht.

## Spielablauf
Wavelength wird mit einem Stapel Spektrum-Karten gespielt, auf denen jeweils zwei Extreme an entgegengesetzten Enden eines Spektrums (z. B. heiß und kalt) aufgeführt sind. Mit einem speziell angefertigten Gerät, das einen Punkteanzeiger, eine Skala an der Außenseite und eine Schiebeklappe hat, die sich öffnet, um ein Rad mit fünf kleinen radialen Scheiben in verschiedenen Farben zu enthüllen, die als Zielbereich dienen.
Die Spieler werden in zwei Teams aufgeteilt, und ein Spieler des Startteams wird zum Hellseher gewählt. Der Hellseher dreht das Rad des Geräts bei geschlossener Schiebeklappe und notiert heimlich die Position des Zielbereichs. Dann wird eine Spektrum-Karte gezogen, und der Hellseher gibt einen Hinweis, der die Lage der Zielscheibe auf diesem Spektrum angibt. Das Team des Hellsehers versucht, den Hinweis zu deuten und das Rad an die Stelle zu drehen, die sie vermuten. Das gegnerische Team sagt dann voraus, ob es glaubt, dass der Hinweis links oder rechts von der tatsächlichen Position liegt. Wenn alle Tipps abgegeben wurden, wird die Schiebeklappe geöffnet und die richtige Position des Zielbereichs enthüllt.
Das Team des Hellsehers erhält Punkte, je nachdem, wie nah es am richtigen Ort lag. War die Vorhersage des gegnerischen Teams richtig, wird dem anderen Team ein Punkt abgezogen. Das gegnerische Team wählt dann seinen Hellseher für die nächste Runde aus und das Spiel geht weiter. Das Team, das als erstes 10 Punkte erreicht, gewinnt.

## Rezeption
Wirecutter listete Wavelength als eines der besten Brettspiele des Jahres 2022 auf und lobte es für sein Design und seine Fähigkeit, interessante Gespräche über die Wahrnehmungen der Spieler anzuregen. Charlie Theel beschrieb für Dicebreaker das Spiel als „unverwechselbare brillant“ und „das beste Partyspiel seit Codenames“ für seinen einzigartigen Aufbau und sein interessantes Gameplay, merkte aber an, dass „das Element der Ausfallzeit, für beide Teams, der größte Kritikpunkt an Wavelength ist.“ In einer Rezension für Polygon erklärte der leitende Video-Editor Clayton Ahsley, dass „Wavelength eines der besten Partyspiele sein könnte, die wir je gespielt haben“, und lobte das Spiel für seine Wiederspielbarkeit und sein Design. New York empfahl das Spiel als eines der „24 besten Brettspiele für Erwachsene“. IGN listete es als eines der „besten Brettspiele für Partys und große Gruppen“ für das Jahr 2024 auf.
Wavelength wurde 2022 mit dem Preis Årets Spill Best Party Game ausgezeichnet. Es war auch eines der American Tabletop Awards 2020 Recommended Casual Games und wurde für den Board Game Quest Awards 2019 Best Party Game Award nominiert.